# Guia electrònica de programació
La guia electrònica de programació (en anglès Electronic Programming Guide, EPG) és un servei televisiu que informa manera ràpida i senzilla de tota la programació d'un canal de televisió o de ràdio. El servei funciona només en emissions digitals com la TDT i la ràdio digital DAB. Representa l'evolució a l'era digital del tradicional servei de programació que ens ofereix el teletext. En el cas de la ràdio, representa una novetat, ja que en la tecnologia més antiga, com ho era el RDS, no hi havia un servei que fes la mateixa funció. Alguns camps típics poden ser, referent al contingut, el títol, data, dades PDC, gènere, edat mínima, sinopsi, directe o diferit, copyright, subtítols de teletext, banda sonora, idioma original. Pel que fa a les característiques de l'emissió, es pot informar sobre canal, hores de començament i acabament, PALplus, sistema d'encriptació, programa repetit, format del so, format televisiu i idioma.

## Funcionament
L'usuari pot fer una elecció del que desitja veure per televisió sense necessitat de recórrer a l'habitual zapping, recurs que resultaria molest a causa de la gran quantitat de canals que presenta la TDT. En una EPG, a més a més, es pot realitzar una recerca exhaustiva mitjançant la selecció de diferents temàtiques: esports, sèries, pel·lícules, informatius... Una de les aplicacions més comercials és la de fer servir la EPG per programar el nostre VCR per gravar algun contingut audiovisual. Això es pot realitzar si el nostre Set Top Box disposa d'un port infrarojos per poder per poder comunicar-se amb el VCR. No obstant, aquesta aplicació resulta molt més còmoda si tenim un PVR amb el que és molt més fàcil i eficient per gravar pel·lícules i programes. A més a més, podem utilitzar la EPG perquè el nostre PVR enregistri qualsevol film on surti un actor en concret, director, gènere, etc. Aquesta opció resulta molt útil si marxem una setmana fora de casa per exemple.
En el cas de la ràdio ens proporcionarà informació de programes, l'EPG també ajuda a seleccionar els programes que interessen més. En algunes ràdios es pot posar un recordatori per alertar-lo quan un programa que l'interessa està a punt de començar. En altres pot automàticament enregistrar programes futurs i escoltar-los en una data posterior seleccionant-los de la llista de programes proporcionada per l'EPG.

## Transport
El transport de la EPG es basa en l'estàndard de televisió digital DVB. Es troba encapsulada dins del Transport Stream, on, a més dels paquets corresponents a les emissions dels diferents canals de televisió, trobem paquets de dades corresponents a serveis d'informació de les diferents emissions. Aquestes dades es troben estructurades en unes taules, i en concret les dades corresponents a la EPG es troben en la Service Info Table (DVB-SI). Aquests paquets de dades arriben al Set Top Box on són descodificats i processats per extreure'n la informació.
En el cas de la ràdio digital DAB, l'EPG es transporta per un flux de dades que hi ha al múltiplex de l'emissora que estàs escoltant.
La distribució de l'EPG als Països Catalans la realitza Abertis.

## Presentació en pantalla
La presentació en pantalla ve donada mitjançant un menú on s'estructuren les diferents opcions que se'ns ofereixen. Així, l'usuari mitjançant el seu comandament a distància pot navegar a i accedir als diferents serveis. Depenent de l'operador que ens proporcioni la EPG, el format, colors, així com l'organització poden variar, però sempre es busca la forma més senzilla de presentar-la perquè resulti fàcil i còmode el seu ús.

## Inconvenients
Moltes vegades les EPG gratuïtes pateixen algunes fallides; per exemple, pot ser que l'EPG d'un canal la puguem trobar parcialment també a un altre que no té res a veure.